# 46 Hestia
A 46 Hestia a Naprendszer kisbolygóövében található aszteroida. Norman Robert Pogson fedezte fel 1857. augusztus 16-án.